# 69-es busz (Budapest)
A budapesti 69-es jelzésű autóbusz Rákoskeresztúr, városközpont és Pécel, Kun József utca között közlekedett. A vonalat a Budapesti Közlekedési Zrt. üzemeltette.

## Története
1957. július 1-jén 69-es jelzéssel új járatot indítottak a Döntő utca és Pécel, Tanácsháza között. Kihasználatlanság miatt 1957. július 22-én lerövidítették Rákoscsaba, MÁV-állomásig. 1959. június 22-én az Ananász utcáig, október 19-én a péceli Kun József utcáig hosszabbították. 1961. március 8-án kísérleti jelleggel a járművezetők végezték a jegykiszolgálást, a le- és felszállás is csak a jármű első ajtaján volt engedélyezve. Alig egy hónappal később ezt megszüntették, mert tarthatatlannak bizonyult. 1963. augusztus 12-én lerövidült, az Ananász utca helyett csak Rákoscsaba, MÁV-állomásig járt. 1968. augusztus 20-án a péceli piacig, november 7-én pedig a rákoskeresztúri elágazásig hosszabbították. 1972. november 8-án 69A jelzésű betétjáratot kapott Elágazás és Színes utca között. 1977. augusztus 1-jén végállomását áthelyeztek az új buszvégállomásra (Rákoskeresztúr, városközpont). 2002. szeptember 30-ától Ikarus 280-as csuklós buszok közlekedtek a vonalon. A járat a 69A busszal együtt 2008. szeptember 5-én megszűnt, helyét az új 169E busz vette át, mely Rákoskeresztúr, városközponttól gyorsjáratként az Örs vezér teréig közlekedik.

## Útvonala
| Pécel, Kun József utca felé: | Rákoskeresztúr, városközpont felé: |
| --- | --- |
| Rákoskeresztúr, városközpont vá. – Pesti út – Csabai út – Péceli út – Pécel, Pesti út – Rét utca – Állomás utca – Baross utca – Kovács utca – Ráday Gedeon tér – Maglódi út – Pécel, Kun József utca vá. | Pécel, Kun József utca vá. – Maglódi út – Ráday Gedeon tér – Kovács utca – Baross utca – Állomás utca – Rét utca – Pesti út – Budapest, Péceli út – Csabai út – Pesti út – Rákoskeresztúr, városközpont vá. |

## Megállóhelyei
| 0                                   | Rákoskeresztúr, városközpont végállomás    | 22 | 46, 61, 61E, 62, 69A, 80, 97, 98, 161, 162, 198, 297, Keresztúr |
| 1                                   | Ferihegyi út                               | ∫  | 46, 61, 61E, 62, 69A, 80, 97, 98, 161, 162, 198, 297, Keresztúr |
| 2                                   | Szárny utca (↓) Érpatak utca (↑)           | 19 | 69A, 161, 162                                                   |
| 3                                   | Szabadság sugárút                          | 17 | 69A, 161, 162                                                   |
| 4                                   | Lemberg utca (↓) Eszperantó utca (↑)       | 16 | 69A, 161, 162                                                   |
| 5                                   | Óvónő utca                                 | 15 | 161, 162                                                        |
| 6                                   | Csaba vezér tér                            | 15 | 69A, 161, 162                                                   |
| 7                                   | Temető utca (↓) Czeglédi Mihály utca (↑)   | 13 | 69A                                                             |
| 8                                   | Pöröly utca (↓) Battonya utca (↑)          | 12 | 69A                                                             |
| 9                                   | Ebergény utca (↓) Rizskalász utca (↑)      | 11 | 69A                                                             |
| 9                                   | Rákoscsaba, Színes utca                    | 11 | 69A                                                             |
| Budapest–Pécel közigazgatási határa |                                            |    |                                                                 |
| 10                                  | Pécel, Pesti út 112. (↓) Pesti út 110. (↑) | 10 |                                                                 |
| 11                                  | Határ út                                   | 9  |                                                                 |
| 12                                  | Faiskola utcai átjáró                      | 8  |                                                                 |
| 12                                  | Orvosi rendelő                             | 7  |                                                                 |
| 13                                  | Köztársaság tér                            | 6  |                                                                 |
| 14                                  | Pécel, MÁV-állomás                         | 5  | Pécel                                                           |
| 15                                  | Ráday Gedeon tér                           | 4  |                                                                 |
| 17                                  | Kossuth tér                                | 3  |                                                                 |
| 18                                  | Szent Imre körút (↓) Temető utca (↑)       | 2  |                                                                 |
| 19                                  | Árpád utca                                 | 1  |                                                                 |
| 20                                  | Pécel, Kun József utca végállomás          | 0  |                                                                 |